# Pierre Estable
Pierre Estable, né le 11 septembre 1960 à Paris, est un peintre et plasticien français.
Nourri de nombreux voyages, de recherche en histoire des sciences, de lectures, de théâtre, de danse, de musique et d'un amour jamais démenti pour la poésie et la philosophie, il fabrique du « pictural » depuis l'âge de 15 ans.

## Parcours
Il a fait ses études aux Arts Appliqués, puis aux Beaux-Arts, avant de partir en Australie (où il travaille sur Scooby-Doo chez Hanna-Barbera Productions).
À son retour en France, il reprend des études d'arts plastiques à la Sorbonne, travaille dans le dessin animé et réalise, entre autres, des décors de cinéma pour Pierre-Louis Levacher.
Admirateur de l'œuvre de Paul-Armand Gette, il a travaillé avec Michel Journiac et a exposé plusieurs fois avec Jacques Lubtchansky.
Il a collaboré à l'album La Rouge qui bouge avec la chanteuse australienne Jocelyne Moen.